# (11780) Thunder Bay
(11780) Thunder Bay est un astéroïde de la ceinture principale.

## Description
(11780) Thunder Bay est un astéroïde de la ceinture principale. Il fut découvert le 3 octobre 1942 à Turku par Liisi Oterma. Il présente une orbite caractérisée par un demi-grand axe de 1,85 UA, une excentricité de 9,4 et une inclinaison de 150,8° par rapport à l'écliptique.